# Mīrūd
Mīrūd (persiska: ميرود) är en ort i Iran.   Den ligger i provinsen Mazandaran, i den norra delen av landet, 160 km nordost om huvudstaden Teheran. Antalet invånare är 146.
Terrängen runt Mīrūd är mycket platt. Runt Mīrūd är det tätbefolkat, med 819 invånare per kvadratkilometer. Närmaste större samhälle är Babol, 19,4 km söder om Mīrūd. Trakten runt Mīrūd består till största delen av jordbruksmark.